# Mambo salentino
Mambo salentino è un singolo del gruppo musicale italiano Boomdabash, pubblicato il 7 giugno 2019.
Il singolo ha visto la collaborazione della cantante Alessandra Amoroso. Inoltre è stato successivamente inserito nella raccolta Don't Worry (Best of 2005-2020).

## Descrizione
Il brano è stato scritto insieme alla cantautrice Federica Abbate, Rocco Hunt e Cheope. La canzone è la seconda collaborazione tra il gruppo e la cantante, dopo A tre passi da te del 2015; Boomdabash hanno raccontato la scelta di collaborare con Amoroso e la dedica della canzone alla terra natia di entrambi gli artisti, il Salento:
La stessa Amoroso ha commentato la scelta di tornare a collaborare con il gruppo:

## Video musicale e controversie
Il videoclip, pubblicato il 7 giugno 2019 attraverso il canale YouTube del gruppo, è girato in una masseria di Martina Franca, in provincia di Taranto.
Nel gennaio 2020 l'Antitrust ha aperto un'indagine sulla presenza di prodotti commerciali nel video musicale senza l'esplicitata finalità commerciale, assieme al video realizzato per il brano Senza pensieri di Fabio Rovazzi, Loredana Bertè e J-Ax.

## Tracce
Testi di Federica Abbate, Rocco Pagliarulo, Alfredo Rapetti, Alessandro Merli e Fabio Clemente, musiche di Alessandro Merli e Fabio Clemente.
1. Mambo salentino – 2:35

## Successo commerciale
In Italia è stato il 21º singolo più trasmesso dalle radio nel 2019.

## Classifiche

### Classifiche settimanali
| Classifica (2019) | Posizione massima |
| ----------------- | ----------------- |
| Italia            | 4                 |
| Svizzera          | 84                |

### Classifiche di fine anno
| Classifica (2019) | Posizione |
| ----------------- | --------- |
| Italia            | 19        |